# Estação Rocha Miranda
Rocha Miranda é uma estação de trem metropolitano, operado pela concessionária SuperVia, localizada no bairro homônimo da Zona Norte do Rio de Janeiro.

## História

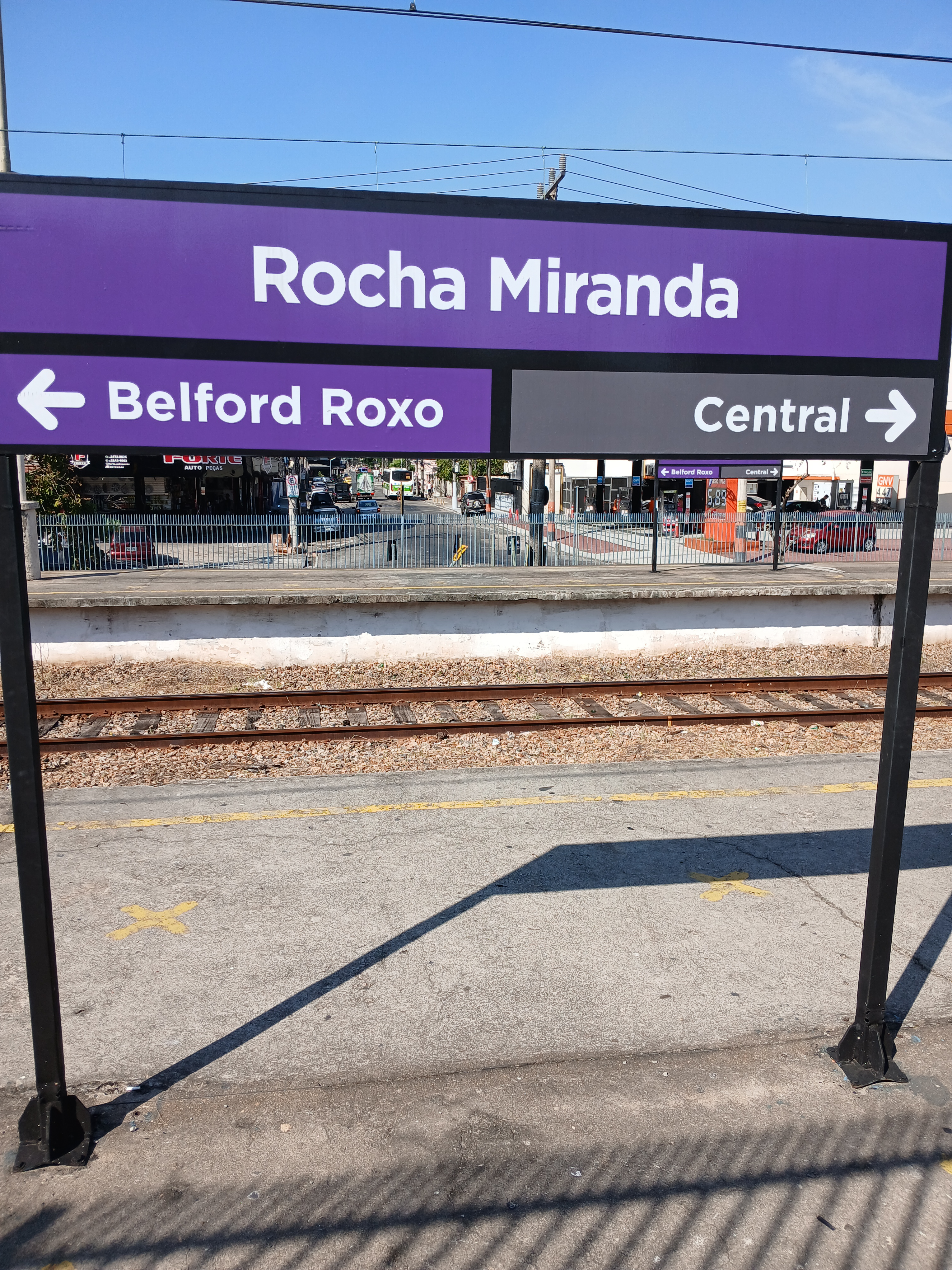
Placa Rocha Miranda

Com a abertura da Linha Auxiliar, em 1892, as fazendas e terras ermas ao seu redor foram sendo transformadas aos poucos em novos loteamentos. A ferrovia abriu em 17 de março de 1905 a pequena parada Sapé, para atender a Fazenda do Sapé, de propriedade do Barão de Mesquita. Em 1916, o Barão vende a fazenda para a família Rocha Miranda. Esta cria a imobiliária e loteadora Empresa Predial Rocha Miranda, que trabalha efetuando o loteamento do lugar. Em 1923, quando lançado, o loteamento não possuía nome oficial. Naquela época era chamado informalmente de Sapé quando o funcionário da empresa imobiliária Manoel Vasconcelos o batiza de Rocha Miranda, homenageando seu empregador, embora inda fosse chamado de Sapé até o final da década de 1920. Com a população trazida pelo loteamento novo na década de1920, a Estrada de Ferro Central do Brasil constrói um novo prédio, eleva a parada ao grau de estação e a rebatiza Rocha Miranda, sendo inaugurado em 10 de fevereiro de 1934. 

Em 1957 a estação e a malha da Central do Brasil são incorporadas à RFFSA. Na década de 1970, após vários acidentes e quebra-quebras provocados por passageiros insatisfeitos com os serviços dos trens de subúrbios, a RFFSA lança o plano de recuperação emergencial dos subúrbios. Consistindo na recuperação das vias, aquisição de novos trens e reforma/reconstrução de estações, o plano é parcialmente executado. 
Rocha Miranda, fechada desde 1973,  é uma das estações selecionadas para a reconstrução, através do edital de tomada de preços nº001-TP/76, lançado em 26 de janeiro de 1976. Iniciadas em 1976, as obras da nova estação foram entregues em 13 de outubro de 1977.
Desde 1998, é administrada pela concessionária SuperVia.

## Toponímia
A estação possuiu dois nomes ao longo de sua história: Sapé, por se localizar nas terras da fazenda homônima do Barão de Mesquita e Rocha Miranda, sobrenome da família que adquiriu as terras da fazenda Sapé em 1916.
Rocha Miranda foi uma tradicional família do Rio de Janeiro. Em 1867 Luís da Rocha Miranda Sobrinho (1836-1915) recebeu do imperador o título nobiliárquico de Barão do Bananal. O nome da estação foi estabelecido em 10 de fevereiro de 1934, com a inauguração do seu novo prédio. Desde então, o bairro ao redor da estação passou a ser chamado de Rocha Miranda.